# Helicoconis (Helicoconis) similis
Helicoconis (Helicoconis) similis is een insect uit de familie van de dwerggaasvliegen (Coniopterygidae), die tot de orde netvleugeligen (Neuroptera) behoort. 
Helicoconis (Helicoconis) similis is voor het eerst wetenschappelijk beschreven door Meinander in 1972.